# Al-Bakri (månkrater)
Al-Bakri är en nedslagskrater på månen som ligger vid den nordvästra gränsen till Mare Tranquillitatis. Den ligger strax söder om den östra armen av Montes Haemus som gränsar till Mare Serenitatis i norr. Till öst-nordöst är den framträdande kratern Plinius. Söder om kratern går de långa djupa kanalerna från Rimae Maclear.  Kratern har fått sitt namn av den andalusiske geografen och historikern Abu Abdullah al-Bakri (1010-1094).
Kraterns position är 14,3o N och 29,2o  O.
Al-Bakri kallades tidigare Tacquet A innan den döptes om av IAU. Den lilla kratern Tacquet ligger till nordväst på Mare Serenitatis.